# ライツェ運河
ライツェ運河（ライツェうんが、オランダ語: Leidsegracht）は、オランダ・アムステルダムにある運河。ライデンまでの航路であったことから、1658年にそれにちなんで命名された。17世紀には町の南外れに位置していた。